# Не как чужой
«Не как чужой» или «Не быть чужаком» (англ. Not as a Stranger) — американский кинофильм 1955 года, режиссёрский дебют Стэнли Крамера. Экранизация одноимённого романа Мортона Томпсона.

## Сюжет
Лукас Марш больше всего на свете хочет стать врачом. Он один из лучших студентов, однако испытывает затруднения с оплатой учёбы: отец-алкоголик промотал все семейные сбережения. Чтобы выиграть время, он занимает деньги у своего друга Альфреда Буна и даже у одного из преподавателей. Однако так долго продолжаться не может, и Лукас решает проблему радикальным образом. Заметив, что медсестра Кристина симпатизирует ему, он начинает встречаться с ней и вскоре делает предложение. Хотя он не испытывает к ней чувств, достижение мечты с помощью её сбережений видится ему вполне оправданным шагом.

## В ролях
- Оливия Де Хэвилленд — Кристина Хедвигсон
- Роберт Митчем — Лукас Марш
- Фрэнк Синатра — Альфред Бун
- Глория Грэм — Харриет Лэнг
- Бродерик Кроуфорд — доктор Ааронс
- Чарльз Бикфорд — доктор Дейв Рункельман
- Майрон Маккормик — доктор Клем Снайдер
- Лон Чейни мл. — Джоб Марш
- Джесси Уайт — Бен Косгроув
- Гарри Морган — Оли
- Ли Марвин — Брандидж
- Вирджиния Кристин — Бруни
- Уит Бисселл — доктор Дитрих
- Джек Рэйн — доктор Леттеринг
- Мэй Кларк — сестра Оделл
- Уильям Веддер — Карлайл Эммонс
- Джон Диркс — казначей

## Награды и номинации
- 1955 — премия Национального совета кинокритиков США за лучшую мужскую роль второго плана (Чарльз Бикфорд), а также попадание в десятку лучших фильмов года.
- 1956 — номинация на премию «Оскар» за лучшую запись звука (Уотсон Джонс).
- 1956 — номинация на премию BAFTA в категории «лучший зарубежный актёр» (Фрэнк Синатра).